# Князєв Олександр Павлович
Олександр Павлович Князєв (нар. 30 квітня 1986, УРСР) — український футболіст та тренер, виступав на позиції захисника.

## Кар'єра гравця
Вихованець футбольної школи «Україна» (Луганськ), кольори якого захищав у юнацьких чемпіонатах України (ДЮФЛУ). Дорослу футбольну кар'єру розпочав у 2003 році в складі луганської «Зорі-2», а наступного року захищав кольори «Зорі-Гірник» (Ювілейне). Професіональну футбольну кар'єру розпочав у 2004 році в складі димитровського «Уголька», а в 2005 році повернувся до «Зорі-Гірника» (Ювілейне). По ходу сезону перейшов до черкаського «Дніпра». Влітку 2007 року став гравцем луганського «Комунальника». У весняній частині сезону 2007/08 років відправився в оренду до свердловського «Шахтаря». Після розформування «Комунальника» у жовтні 2008 року перейшов до дніпродзержинської «Сталі». Потім виїхав за кордон, де висупав у болгарському «Несебирі». На початку 2011 року повернувся до України, де виступав в аматорському ФК «Попасна». У липні 2011 року підписав контракт з білоруським «Вітебськом». У сезоні 2012/13 років виступав у болгарському клубі «Любімєц-2007» (Любімєц). Потім виступав в аматорських клубах СК «Заря» (Луганськ) та «Арсенал-Київ».

## Кар'єра тренера
З 2014 по 2015 рік тренував дітей в молодіжних академіях луганської «Зорі» та дніпропетровського «Дніпра». З 23 грудня 2015 року працював тренером з фізичної підготовки в київському «Арсеналі-Київ».
З січня 2016 року почав працювати у тренером асистентом у молодіжному складі донецького «Шахтаря».